# Macropus agilis
Macropus agilis е вид бозайник от семейство Кенгурови (Macropodidae).

## Разпространение
Видът е разпространен в Австралия, Индонезия и Папуа Нова Гвинея.